# Mousseaux-lès-Bray
Mousseaux-lès-Bray település Franciaországban, Seine-et-Marne megyében. Lakosainak száma 672 fő (2022. január 1.). Mousseaux-lès-Bray Sergines, Bazoches-lès-Bray, Bray-sur-Seine, Jaulnes, Montigny-le-Guesdier és Mouy-sur-Seine községekkel határos.

## Népesség
A település népességének változása:
| Lakosok száma | 738  | 756  | 736  | 701  | 674  | 672  | 667  | 661  | 672  |
|               | 2013 | 2015 | 2016 | 2017 | 2018 | 2019 | 2020 | 2021 | 2022 |